# Hannelly Quintero
Hannelly Zulami Quintero Ledezma (Caracas, 22 novembre 1985) è una modella e conduttrice televisiva venezuelana.
Ha vinto il titolo di Miss Venezuela e Miss Intercontinental 2009. Ha inoltre rappresentato il Venezuela a Miss Mondo 2008 il 13 dicembre a Johannesburg, in Sudafrica, ed è riuscita ad arrivare sino alle semifinali. La Quintero ha guadagnato il titolo di Regina Continentale delle Americhe.
Hannelly Quintero, aveva partecipato al concorso di bellezza nazionale Miss Venezuela 2007, il 13 settembre 2007, in rappresentanza dello stato di Cojedes ed aveva ottenuto il titolo di Miss Mondo Venezuela.  Ha inoltre vinto i titolo speciali di "Miss Photogenic" e "Miss Beauty".
Nel 2007 si è inoltre classificata al quinto posto del concorso Reina Hispanoamericana, tenuto a Santa Cruz, in Bolivia il 26 ottobre 2007. La Quintero ha inoltre vinto il titolo di Miss Intercontinental 2009 a Minsk (Bielorussia), il 27 settembre 2009.
Dopo le esperienze nei concorsi di bellezza, Hannely Quintero ha condotto la trasmissione televisiva Somos Talento in onda su Venevisión.